# Dziura Niżnia w Kończystej Turni
Dziura Niżnia w Kończystej Turni (Niżnia w Kończystej) – jaskinia, a właściwie schronisko, w Dolinie Miętusiej w Tatrach Zachodnich. Wejście do niej położone jest w południowym zboczu Kończystej Turni, w pobliżu Dziury w Kończystej Turni, na wysokości 1153 metrów n.p.m. Długość jaskini wynosi 6,5 metrów, a jej deniwelacja 1,5 metrów.

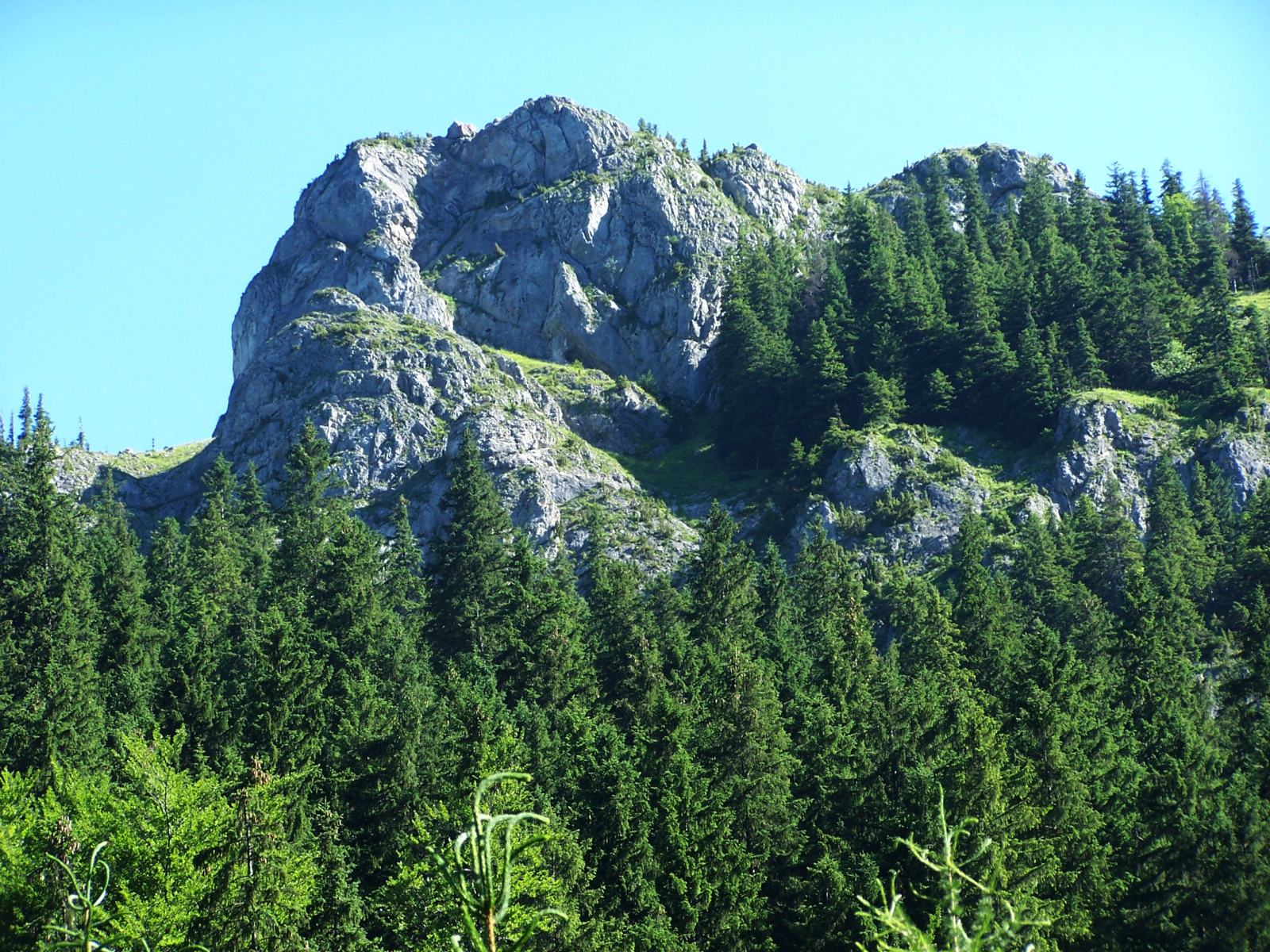
Kończysta Turnia

## Opis jaskini
Jaskinię stanowi obszerna sala, o wznoszącym się dnie, zaczynająca się zaraz za dużym otworem wejściowym.

## Przyroda
W jaskini można spotkać nacieki grzybkowe. Ściany są suche, rosną na nich mchy, porosty i glony.

## Historia odkryć
Jaskinia była prawdopodobnie znana od dawna. Jej pierwszy plan i opis sporządził Kazimierz Kowalski w 1953 roku.